# Guangde
Guangde, tidigare romaniserat Kwangteh, är en stad på häradsnivå som ligger inom Xuanchengs stad på prefekturnivå i provinsen Anhui i östra Kina. Guangde hade fram till 2019 status som härad. 

## Administrativ indelning
Guangde är indelat i sex köpingar, tre socknar och två administrativa enheter på sockennivå.
Köpingar (zhen):

- Baidian (柏垫镇)
- Qiucun (邱村镇)
- Shijie (誓节镇)
- Taozhou (桃州镇)
- Xinhang (新杭镇)
- Yangtan (杨滩镇)

Socknar (xiang):

- Dongting (东亭乡)
- Lucun (卢村乡)
- Sihe (四合乡)

Områden på sockennivå:
- Cishangang Chachang teplantage (祠山岗茶场)
- Guangde Jingji Kaifaqu ekonomisk utvecklingszon (广德经济开发区)